# Kick-Ass 2
Pour les articles homonymes, voir Kick-Ass.
Cet article concerne le film. Pour la série de comics, voir Kick-Ass (comics).
Série Kick-Ass
Kick-Ass
(2010)
Pour plus de détails, voir Fiche technique et Distribution.
Kick-Ass 2 est un film d'action américano-britanno-japonais écrit et réalisé par Jeff Wadlow, sorti en 2013.
C'est la suite de Kick-Ass, sorti en 2010.

## Synopsis
Une nouvelle vague de justiciers masqués débarque, dirigés par le colonel « Stars and Stripes ». C'est ainsi que Kick-Ass les rejoint pour patrouiller. Quand ces super-héros amateurs sont chassés par Red Mist — devenu le « Motherfucker » — seule la tranchante Hit-Girl peut les empêcher de se faire tuer en redevenant la figure qu'elle essayait d'oublier.

## Fiche technique
Sauf indication contraire, les informations mentionnées dans cette section peuvent être confirmées par les bases de données cinématographiques IMDb et Allociné,  présentes dans la section « Liens externes ».
- Titre original, français et québécois : Kick-Ass 2
- Réalisation : Jeff Wadlow
- Scénario : Jeff Wadlow, d'après les comics Kick-Ass créés par Mark Millar et John Romita Jr.
- Musique : Henry Jackman et Matthew Margeson
- Direction artistique : Joe Howard et Aleksandra Marinkovich
- Décors : Russell De Rozario
- Costumes : Sammy Sheldon
- Photographie : Tim Maurice-Jones
- Son : Simon Hayes, John Hayes, Chris Burdon
- Montage : Eddie Hamilton
- Production : Matthew Vaughn, Brad Pitt, Adam Bohling, Tarquin Pack et David Reid
  - Production déléguée : Mark Millar, John Romita Jr., Claudia Schiffer, Trevor Duke-Moretz, Pierre Lagrange et Stephen Marks
  - Coproduction : Leonie Mansfield
- Sociétés de production[1] :
  - Royaume-Uni : présenté par Marv Films
  - États-Unis : Plan B Entertainment, présenté par Universal Pictures
  - Japon : Dentsu
- Société de distribution : Universal Pictures (États-Unis et Canada) ; Toho-Towa (Japon) ; Universal Pictures International (Royaume-Uni, France et Suisse)
- Budget : 28 795 985 $[2]
- Pays de production :  États-Unis,  Royaume-Uni,  Japon
- Langue originale : anglais
- Format[3] : couleur - 35 mm / D-Cinema - 2,35:1 (Cinémascope) - son Dolby Digital | Datasat | Dolby Surround 7.1 | Dolby Atmos | SDDS
- Genre : action, comédie noire, policier, thriller, super-héros
- Durée : 103 minutes ; 118 minutes (version longue)
- Dates de sortie[4] :
  - Royaume-Uni: 14 août 2013
  - États-Unis, Québec : 16 août 2013[5]
  - France, Belgique, Suisse romande : 21 août 2013[6],[7]
  - Japon: 22 février 2014
- Classification[8] :
  - États-Unis : interdit aux moins de 17 ans (R – Restricted)[Note 1]
  - Royaume-Uni : interdit aux moins de 15 ans (15 - Suitable only for 15 years and over)[9]
  - Japon : Interdit aux moins de 15 ans (R15+ (R-15))
  - France : interdit aux moins de 12 ans[10],[Note 2]
  - Belgique : tous publics (Alle Leeftijden)[6]
  - Suisse romande : interdit aux moins de 16 ans[11]
  - Québec : 13 ans et plus (violence - langage vulgaire) (13+ / 13 years and over)[5]

## Distribution
- Aaron Taylor-Johnson (VF : Alexis Tomassian ; VQ : Xavier Dolan) : Dave Lizewski / Kick-Ass
- Chloë Grace Moretz (VF : Lisa Caruso ; VQ : Ludivine Reding) : Mindy Macready / Hit-Girl
- Christopher Mintz-Plasse (VF : Maxime Baudoin ; VQ : Sébastien Reding) : Chris d'Amico / The Motherfucker
- Jim Carrey (VF : Emmanuel Curtil ; VQ : Daniel Picard) : Sal Bertolinni / le colonel Stars and Stripes
- Clark Duke (VF : Donald Reignoux ; VQ : Gabriel Lessard) : Marty Eisenberg / Battle Guy
- Augustus Prew (VF : Benjamin Bollen ; VQ : Nicholas Savard L'Herbier) : Todd Haynes / Ass-Kicker
- Morris Chestnut (VF : Daniel Lobé ; VQ : François-Simon Poirier) : l'inspecteur Marcus Williams
- John Leguizamo (VF : Emmanuel Karsen ; VQ : Antoine Durand) : Javier
- Donald Faison (VF : Diouc Koma ; VQ : Guillaume Champoux) : le Dr Gravity
- Yancy Butler (VF : Dominique Wenta) : Angie d'Amico
- Lindy Booth (VF : Alexandra Garijo ; VQ : Bianca Gervais) : Miranda Swedlow / Night Bitch
- Andy Nyman (VF : Jean-Marc Charrier ; VQ : Yves Soutière) : La Tumeur
- Olga Kurkulina (en) (VF : Irina Vavilova ; VQ : Élise Bertrand) : Katarina Dombrovski / Mother Russia
- Robert Emms (VF : Glen Hervé ; VQ : Maxime Desjardins) : Insect Man
- Daniel Kaluuya (VF : Mohamed Sanou) : Black Death
- Ella Purnell (VF : Jade Jonot) : Dolce
- Tom Wu (VF : Frantz Morel A L'Huissier) : Genghis Carnage
- Sophie Wu (en) : Erika Cho
- Lyndsy Fonseca (VF : Olivia Luccioni ; VQ : Kim Jalabert) : Katie Deauxma
- Claudia Lee (en) (VF : Victoria Grosbois ; VQ : Sarah-Jeanne Labrosse) : Brooke
- Steven Mackintosh (VF : Vincent Ropion ; VQ : Benoît Éthier) : Papa Tommy
- Monica Dolan (VF : Marie-Christine Robert ; VQ : Johanne Garneau) : Maman Tommy
- Iain Glen (VF : Jérémie Covillault ; VQ : Pierre Auger) : Oncle Ralph
- Garrett M. Brown (VF : Christian Peythieu ; VQ : Jean-François Blanchard) : M. Lizewski
- Benedict Wong : M. Kim
- Chuck Liddell : lui-même
- Mark Millar (caméo[12]) : Un héros de la Justice Forever
- John Romita Jr (caméo[12]) : Un vilain de la Toxic Mega Cunts

Source et légende : version française (VF) sur AlloDoublage et RS Doublage et Version québécoise (VQ) sur Doublage Québec

Photos des acteurs principaux
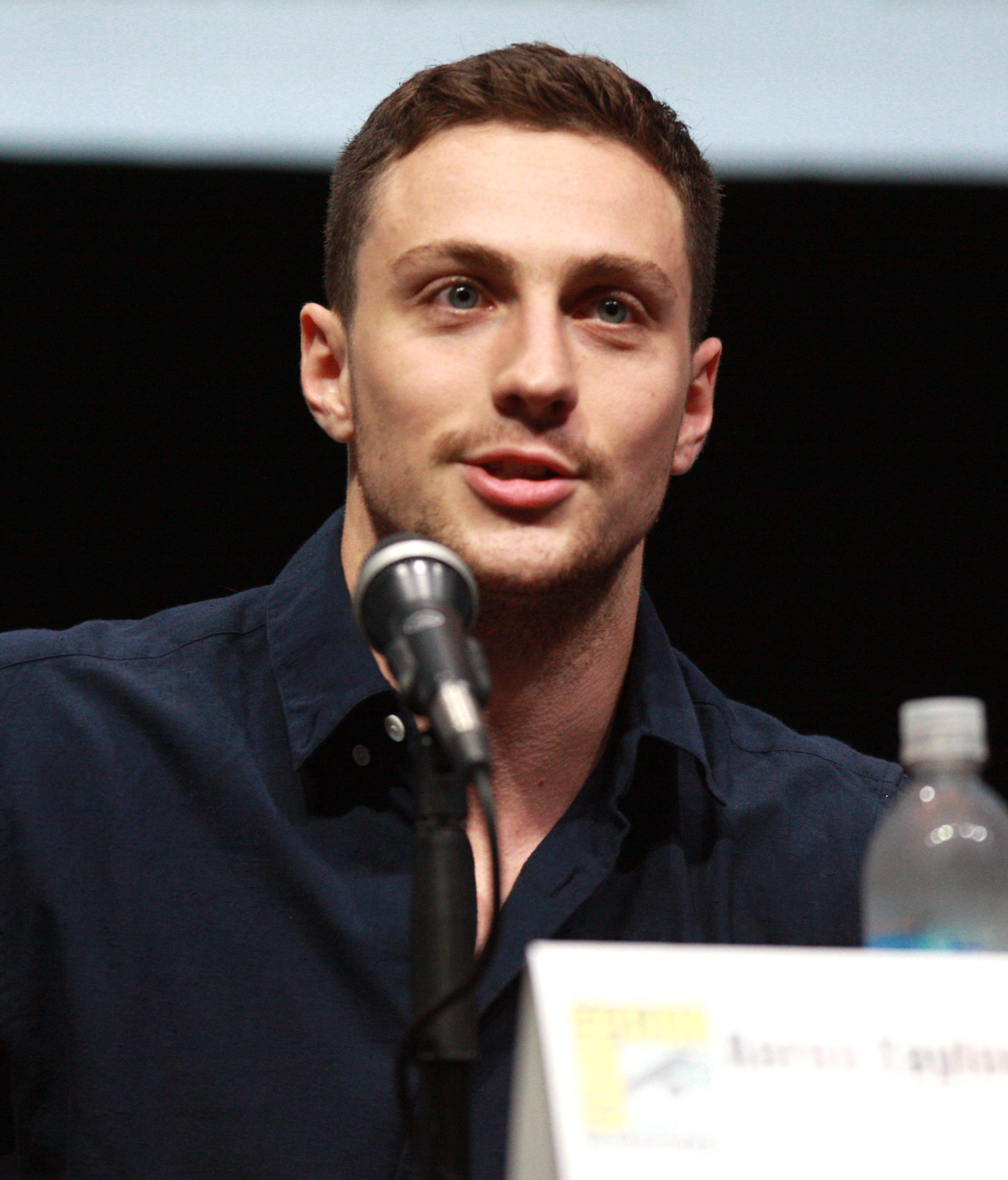
Aaron Taylor-Johnson dans le rôle de Dave Lizewski / Kick-Ass
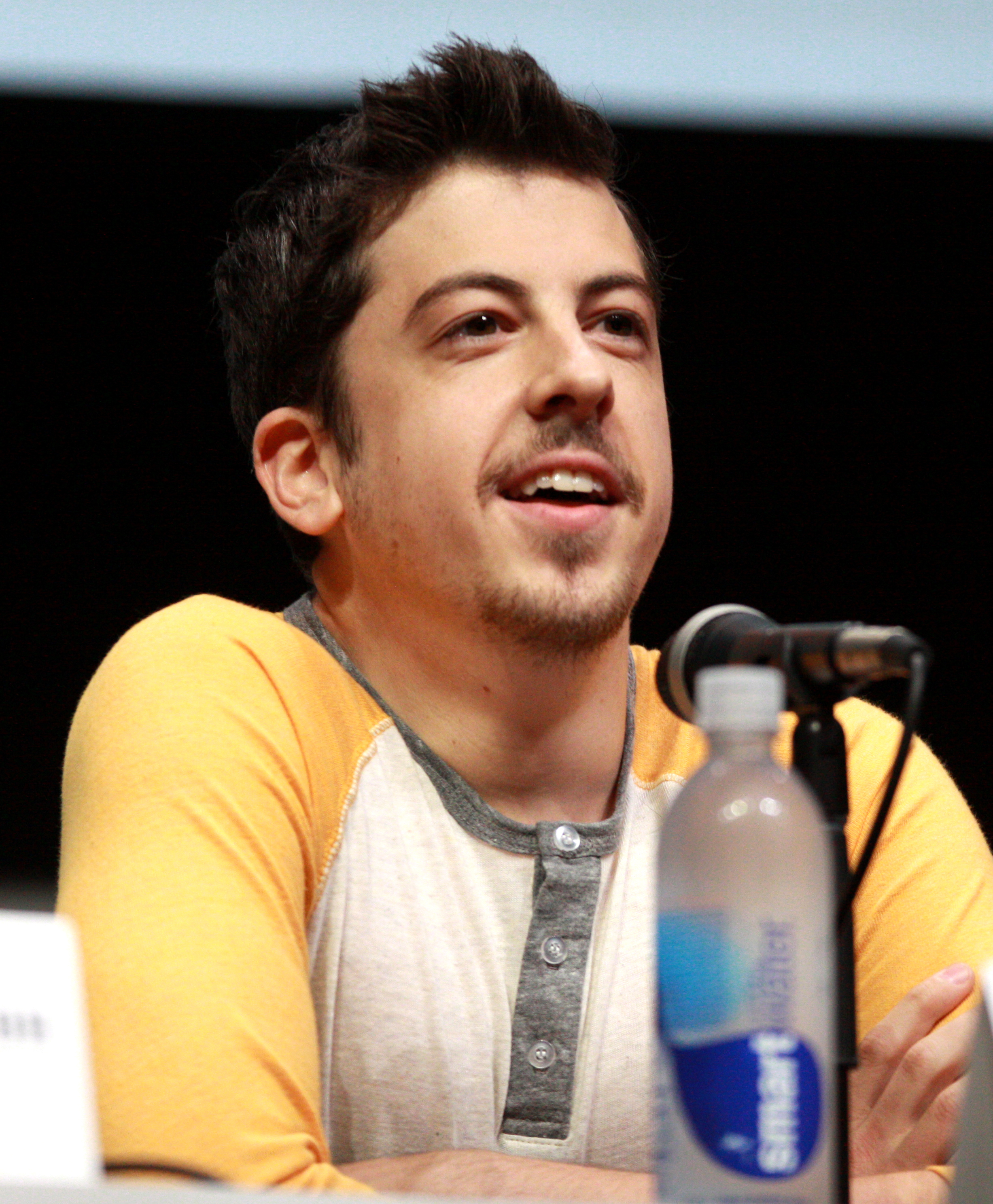
Christopher Mintz-Plasse dans le rôle de Chris d'Amico / The Mother Fucker
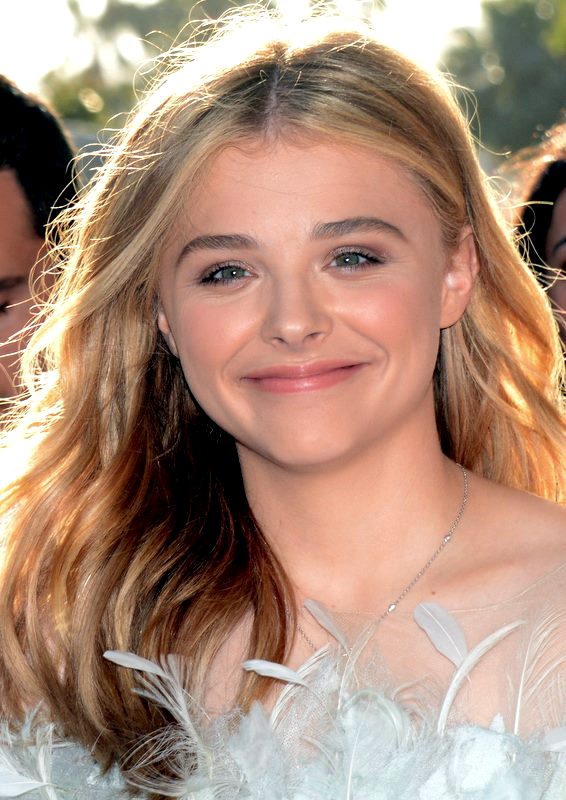
Chloë Grace Moretz dans le rôle de Mindy Macready / Hit-Girl
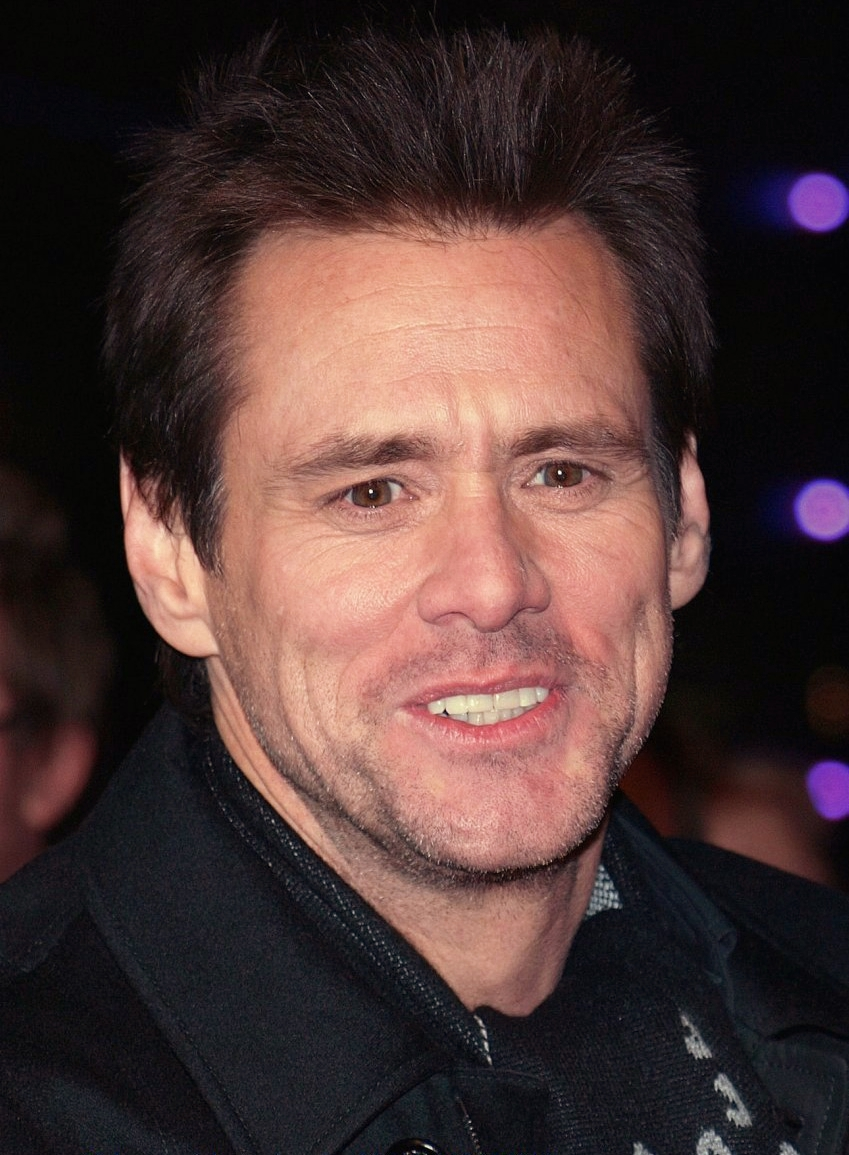
Jim Carrey dans le rôle de Sal Bertolinni / le colonel Stars and Stripes
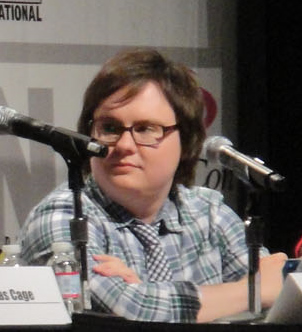
Clark Duke dans le rôle de Marty Eisenberg / Battle Guy
Morris Chestnut dans le rôle de l'inspecteur Marcus Williams
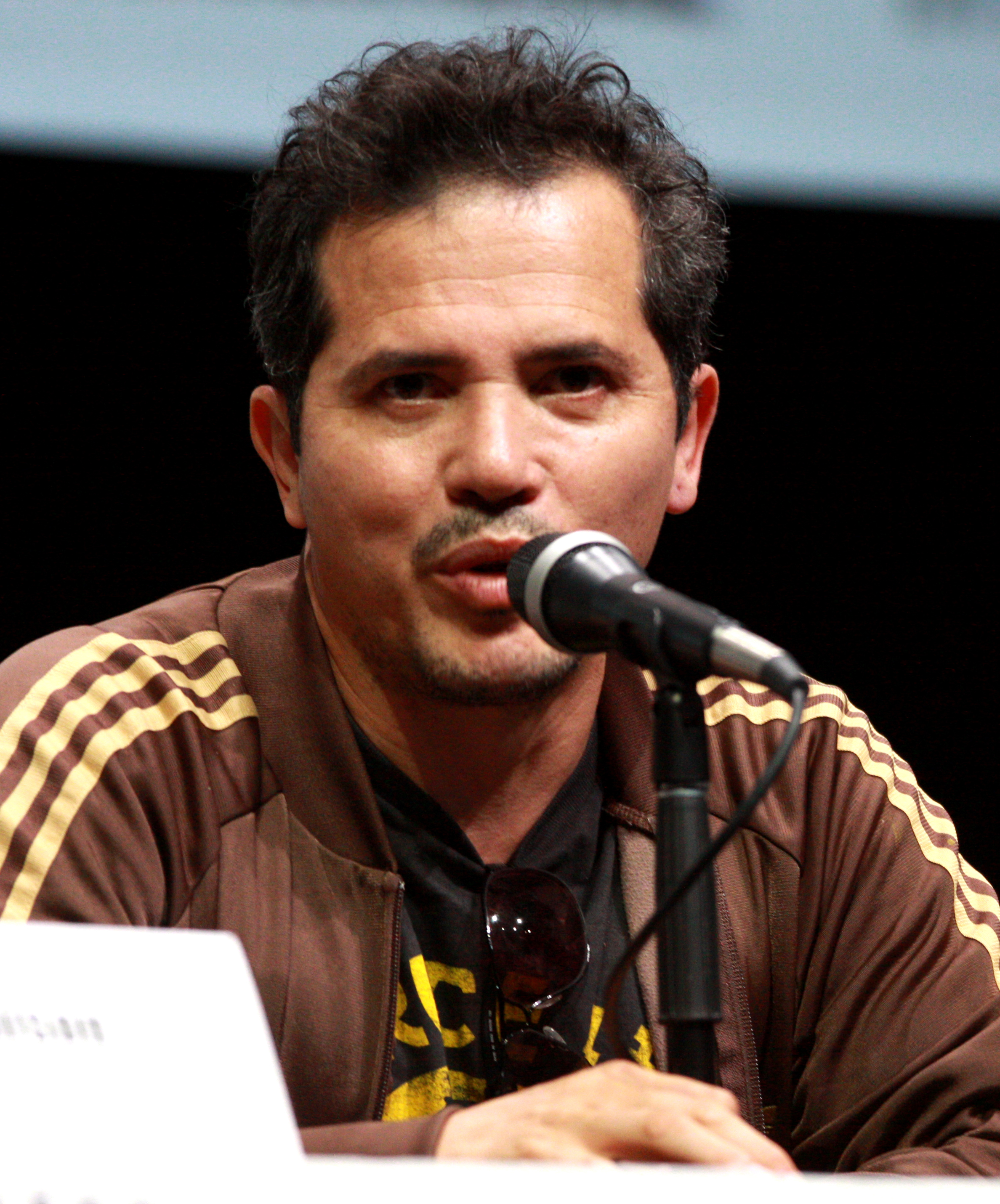
John Leguizamo dans le rôle de Javier
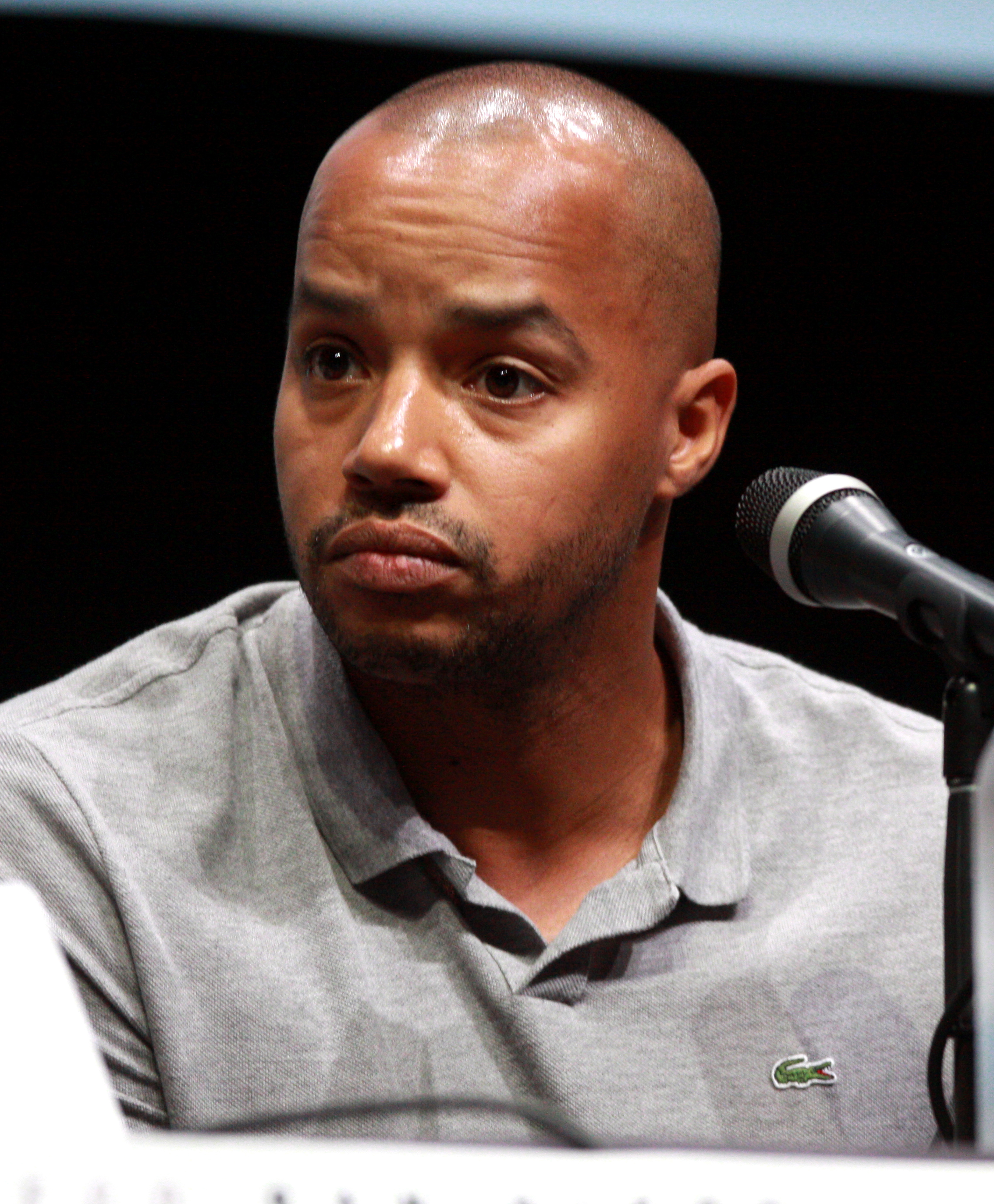
Donald Faison dans le rôle du Dr Gravity
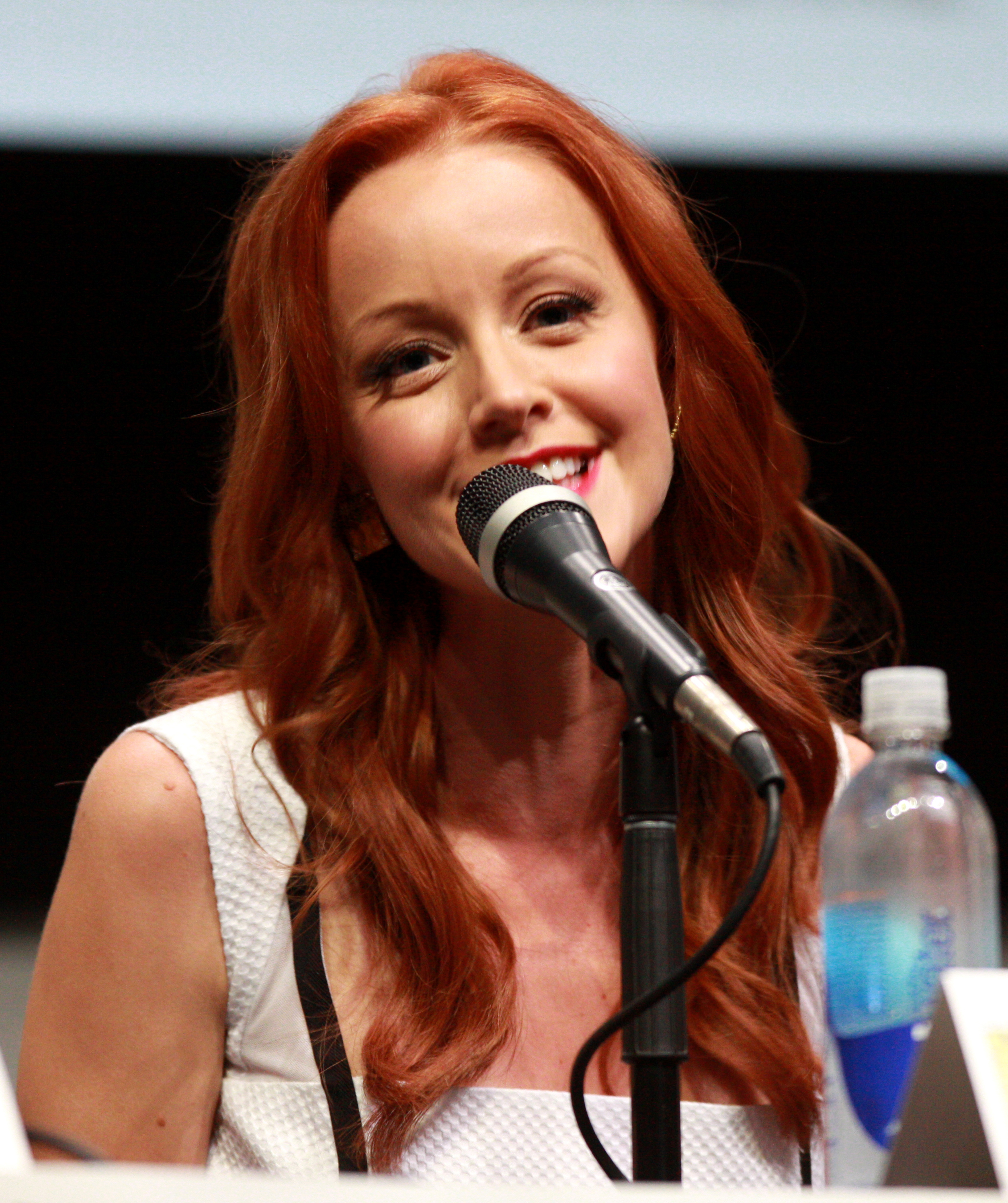
Lindy Booth dans le rôle de Miranda Swedlow / Night Bitch

## Production
À la suite du succès du premier film, qui avait totalisé près de 100 millions de recettes mondiales, une suite a rapidement été envisagée. Ne voulant pas reprendre son rôle, le réalisateur du premier film Matthew Vaughn suggère le nom de Jeff Wadlow pour le remplacer, alors que lui sera seulement producteur.

### Attribution des rôles
Aaron Johnson, Christopher Mintz-Plasse, Chloë Grace Moretz, Yancy Butler ou encore Lyndsy Fonseca reprennent leurs rôles respectifs. Morris Chestnut remplace cependant Omari Hardwick dans le rôle de Marcus Williams et Augustus Prew remplace Evan Peters dans le rôle de Todd.

### Tournage
Le tournage principal débute le 7 septembre 2012 à Toronto au Canada, notamment aux Pinewood Toronto Studios. Fin septembre, l'équipe se rend à Londres. Le tournage s'achève le 23 novembre 2012.

## Accueil critique

### Box-office
Sorti en salles aux États-Unis, Kick-Ass 2 enregistre un mauvais démarrage avec 13 332 955 $ et une cinquième place au box-office pour son premier week-end à l'affiche sur 2 940 copies (il atteindra 2 945 copies en second week-end), alors que le premier opus, avec près de 20 000 000 $ de recettes sur 3 065 copies, était en tête du box-office à la même période.
Finalement, Kick-Ass 2 n'est parvenu à engranger que 28 795 985 $ sur le territoire américain après n'être resté que six semaines à l'affiche, alors que le premier volet avait cumulé 48 071 303 $ en 2010 après onze semaines restés en salles.
À l'international, Kick-Ass 2 est parvenu à engranger 31 278 353 $, portant le total du box-office mondial à 60 074 338 $, alors que Kick-Ass, en 2010, était parvenu à atteindre 97 527 535 $ de recettes mondiales, dont 49 456 232 $ rien qu'à l'étranger.
En France, avec 87 221 entrées sur 424 copies, Kick-Ass 2 écrase le score du premier épisode (51 242 entrées) dès son premier jour,. Ses entrées au cours des semaines qui suivent resteront supérieures à celles du premier (83 511 entrées de plus la première semaine),. Toutefois, Kick-Ass 2 connaît une chute sensible en quatrième semaine où il totalise 691 418 entrées, alors que le premier volet cumulait à 705 484 entrées.
Finalement, Kick-Ass 2 est resté sept semaines en salles et a totalisé 706 203 entrées,, soit 88 035 entrées de moins que le premier épisode, qui lui est resté douze semaines à l'affiche,.

## Distinctions
Entre 2013 et 2014, le film Kick-Ass 2 a été sélectionné 10 fois dans diverses catégories et a remporté 1 récompense

### Récompenses
- MTV Awards 2013 : « Summer's Biggest Teen Bad A** »[Note 3] pour Chloë Grace Moretz

### Nominations
- EDA Awards 2013 :
  - Kick Ass Award de la meilleure actrice de film d'action pour Chloë Grace Moretz
  - Suite ou remake qui n'aurait pas dû être réalisé
- IGN Summer Movie Awards 2013 : meilleur film d'adaptation de comics

au cinéma
- MTV Awards 2014 : meilleure scène d'action
- Teen Choice Awards 2014 : meilleure scène de combat pour Aaron Taylor-Johnson et Christopher Mintz-Plasse
- Taurus World Stunt Awards 2014 :
  - Meilleur combat (Taurus Award) pour Ashley Beck
  - Meilleur combat (Taurus Award) pour James Embree
  - Meilleur combat (Taurus World Stunt Award) pour James Cox
  - Meilleur coordinateur de cascade et/ou réalisateur de 2e équipe pour James O'Donnell